# Propoziție eliptică
O propozitie eliptică este o propoziție în care verbul este subînțeles. Ea poate consta dintr-un adverb predicativ.
Propozitiile eliptice de predicat sau subiect sunt cele ce nu contin predicat, respectiv subiect.
Totusi,adesea întâlnim propoziții eliptice de predicat,adică cele care nu conțin verb predicativ.
Exemplu: Emoții-ntre colegi înainte de teza la matematică. 
În cazul anterior, verbul(predicatul) subînțeles este ,,a fi",fapt din care deducem că propoziția este eliptică.